# Winston-Salem Open 2012 - Qualificazioni singolare
Le qualificazioni del singolare  del Winsto sono state un torneo di tennis preliminare per accedere alla fase finale della manifestazione. I vincitori dell'ultimo turno sono entrati di diritto nel tabellone principale. In caso di ritiro di uno o più giocatori aventi diritto a questi sono subentrati i lucky loser, ossia i giocatori che hanno perso nell'ultimo turno ma che avevano una classifica più alta rispetto agli altri partecipanti che avevano comunque perso nel turno finale.

## Giocatrici

### Teste di serie
1. Matthew Ebden (secondo turno, ritirato)
2. Jürgen Zopp (primo turno)
3. Michaël Llodra (secondo turno)
4. Jerzy Janowicz (ultimo turno)

1. Benjamin Becker (qualificato)
2. Cedrik-Marcel Stebe (primo turno)
3. Serhij Stachovs'kyj (qualificato)
4. Guillaume Rufin (secondo turno)

### Qualificati
1. Serhij Stachovs'kyj
2. Michael McClune

1. Benjamin Becker
2. Ernests Gulbis

## Tabellone qualificazioni

### 1ª sezione
|  | Primo turno          | Primo turno            | Primo turno         | Primo turno | Primo turno |  |  | Secondo turno | Secondo turno          | Secondo turno          | Secondo turno       | Secondo turno |   |   | Ultimo turno | Ultimo turno | Ultimo turno | Ultimo turno | Ultimo turno |  |
|  |                      |                        |                     |             |             |  |  |               |                        |                        |                     |               |   |   |              |              |              |              |              |  |
|  | 1                    | Matthew Ebden          | Matthew Ebden       | 6           | 7           |  |  |               |                        |                        |                     |               |   |   |              |              |              |              |              |  |
|  | WC                   | David Hopkins          | David Hopkins       | 3           | 65          |  |  | 1             | Matthew Ebden          | Matthew Ebden          | 63                  | 2r            |   |   |              |              |              |              |              |  |
|  | Sanam Singh          | Sanam Singh            | 2                   | 6           | 6           |  |  |               | Sanam Singh            | Sanam Singh            | 7                   | 5             |   |   |              |              |              |              |              |  |
|  | Juan Sebastián Cabal | Juan Sebastián Cabal   | 6                   | 1           | 1           |  |  |               |                        |                        |                     |               |   |   |              | Sanam Singh  | 7            | 3            | 3            |  |
|  | WC                   | John Harrison Richmond | 3                   | 6           | 6           |  |  |               |                        | 7                      | Serhij Stachovs'kyj | 68            | 6 | 6 |              |              |              |              |              |  |
|  | WC                   | Amogh Prabhakar        | 6                   | 4           | 1           |  |  | WC            | John Harrison Richmond | John Harrison Richmond | 1                   | 4             |   |   |              |              |              |              |              |  |
|  |                      | Frederik Nielsen       | Frederik Nielsen    | 3           | 2           |  |  | 7             | Serhij Stachovs'kyj    | Serhij Stachovs'kyj    | 6                   | 6             |   |   |              |              |              |              |              |  |
|  | 7                    | Serhij Stachovs'kyj    | Serhij Stachovs'kyj | 6           | 6           |  |  |               |                        |                        |                     |               |   |   |              |              |              |              |              |  |

### 2ª sezione
|  | Primo turno     | Primo turno     | Primo turno     | Primo turno | Primo turno |  |  | Secondo turno   | Secondo turno   | Secondo turno   | Secondo turno   | Secondo turno   |   |   | Ultimo turno | Ultimo turno | Ultimo turno | Ultimo turno | Ultimo turno |  |
|  |                 |                 |                 |             |             |  |  |                 |                 |                 |                 |                 |   |   |              |              |              |              |              |  |
|  | 2               | Jürgen Zopp     | Jürgen Zopp     | 4           | 68          |  |  |                 |                 |                 |                 |                 |   |   |              |              |              |              |              |  |
|  |                 | Jack Sock       | Jack Sock       | 6           | 7           |  |  | Jack Sock       | Jack Sock       | Jack Sock       | 7               | 7               |   |   |              |              |              |              |              |  |
|  | Jesse Witten    | Jesse Witten    | Jesse Witten    | 3           | 4           |  |  | Fritz Wolmarans | Fritz Wolmarans | Fritz Wolmarans | 63              | 62              |   |   |              |              |              |              |              |  |
|  | Fritz Wolmarans | Fritz Wolmarans | Fritz Wolmarans | 6           | 6           |  |  |                 |                 |                 |                 |                 |   |   | Jack Sock    | Jack Sock    | Jack Sock    | 3            | 3            |  |
|  | Michael McClune | Michael McClune | Michael McClune | 6           | 7           |  |  |                 |                 | Michael McClune | Michael McClune | Michael McClune | 6 | 6 |              |              |              |              |              |  |
|  | Jeff Dadamo     | Jeff Dadamo     | Jeff Dadamo     | 3           | 5           |  |  |                 | Michael McClune | Michael McClune | 6               | 7               |   |   |              |              |              |              |              |  |
|  |                 | Michael Venus   | Michael Venus   | 3           | 2           |  |  | 8               | Guillaume Rufin | Guillaume Rufin | 2               | 62              |   |   |              |              |              |              |              |  |
|  | 8               | Guillaume Rufin | Guillaume Rufin | 6           | 6           |  |  |                 |                 |                 |                 |                 |   |   |              |              |              |              |              |  |

### 3ª sezione
|  | Primo turno        | Primo turno        | Primo turno        | Primo turno | Primo turno |  |  | Secondo turno | Secondo turno   | Secondo turno   | Secondo turno   | Secondo turno |   |   | Ultimo turno | Ultimo turno   | Ultimo turno | Ultimo turno | Ultimo turno |  |
|  |                    |                    |                    |             |             |  |  |               |                 |                 |                 |               |   |   |              |                |              |              |              |  |
|  | 3                  | Michaël Llodra     | Michaël Llodra     | 6           | 6           |  |  |               |                 |                 |                 |               |   |   |              |                |              |              |              |  |
|  |                    | Phillip Simmonds   | Phillip Simmonds   | 1           | 4           |  |  | 3             | Michaël Llodra  | 63              | 7               | 3             |   |   |              |                |              |              |              |  |
|  | Chris Guccione     | Chris Guccione     | Chris Guccione     | 6           | 7           |  |  |               | Chris Guccione  | 7               | 65              | 6             |   |   |              |                |              |              |              |  |
|  | Tejmuraz Gabašvili | Tejmuraz Gabašvili | Tejmuraz Gabašvili | 4           | 63          |  |  |               |                 |                 |                 |               |   |   |              | Chris Guccione | 3            | 6            | 3            |  |
|  | WC                 | Eric Quigley       | Eric Quigley       | 7           | 6           |  |  |               |                 | 5               | Benjamin Becker | 6             | 3 | 6 |              |                |              |              |              |  |
|  |                    | Luka Gregorc       | Luka Gregorc       | 5           | 2           |  |  | WC            | Eric Quigley    | Eric Quigley    | 4               | 3             |   |   |              |                |              |              |              |  |
|  |                    | Somdev Devvarman   | Somdev Devvarman   | 2           | 0           |  |  | 5             | Benjamin Becker | Benjamin Becker | 6               | 6             |   |   |              |                |              |              |              |  |
|  | 5                  | Benjamin Becker    | Benjamin Becker    | 6           | 6           |  |  |               |                 |                 |                 |               |   |   |              |                |              |              |              |  |

### 4ª sezione
|  | Primo turno    | Primo turno           | Primo turno     | Primo turno | Primo turno |  |  | Secondo turno         | Secondo turno         | Secondo turno         | Secondo turno  | Secondo turno |   |   | Ultimo turno | Ultimo turno   | Ultimo turno | Ultimo turno | Ultimo turno |  |
|  |                |                       |                 |             |             |  |  |                       |                       |                       |                |               |   |   |              |                |              |              |              |  |
|  | 4              | Jerzy Janowicz        | Jerzy Janowicz  | 7           | 7           |  |  |                       |                       |                       |                |               |   |   |              |                |              |              |              |  |
|  |                | Austin Krajicek       | Austin Krajicek | 69          | 5           |  |  | 4                     | Jerzy Janowicz        | Jerzy Janowicz        | 6              | 7             |   |   |              |                |              |              |              |  |
|  | Blake Strode   | Blake Strode          | Blake Strode    | 2           | 5           |  |  |                       | Devin Britton         | Devin Britton         | 3              | 64            |   |   |              |                |              |              |              |  |
|  | Devin Britton  | Devin Britton         | Devin Britton   | 6           | 7           |  |  |                       |                       |                       |                |               |   |   | 4            | Jerzy Janowicz | 7            | 2            | 3            |  |
|  | Dominic Thiem  | Dominic Thiem         | Dominic Thiem   | 4           | 3           |  |  |                       |                       |                       | Ernests Gulbis | 5             | 6 | 6 |              |                |              |              |              |  |
|  | Ernests Gulbis | Ernests Gulbis        | Ernests Gulbis  | 6           | 6           |  |  | Ernests Gulbis        | Ernests Gulbis        | Ernests Gulbis        | 6              | 6             |   |   |              |                |              |              |              |  |
|  |                | Pierre-Ludovic Duclos | 5               | 7           | 6           |  |  | Pierre-Ludovic Duclos | Pierre-Ludovic Duclos | Pierre-Ludovic Duclos | 4              | 4             |   |   |              |                |              |              |              |  |
|  | 6              | Cedrik-Marcel Stebe   | 7               | 63          | 4           |  |  |                       |                       |                       |                |               |   |   |              |                |              |              |              |  |